# Hillman (azienda)

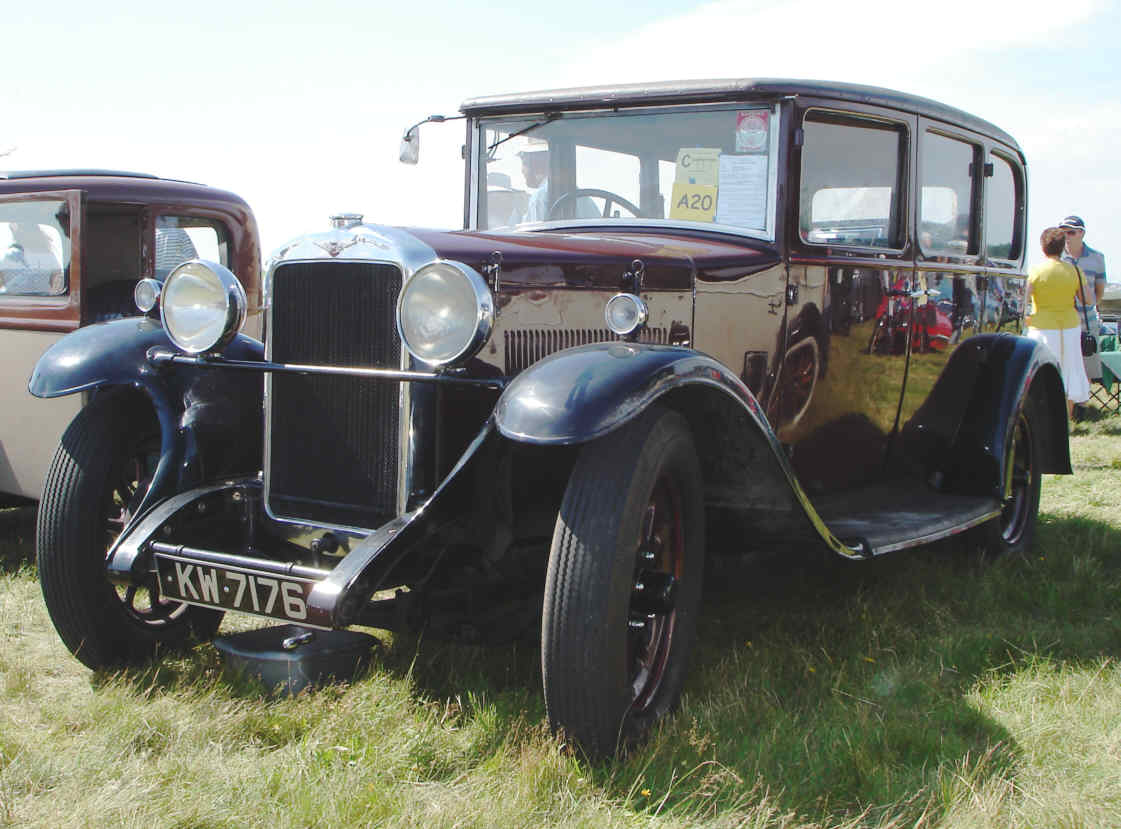
Una Hillman 14 hp del 1929

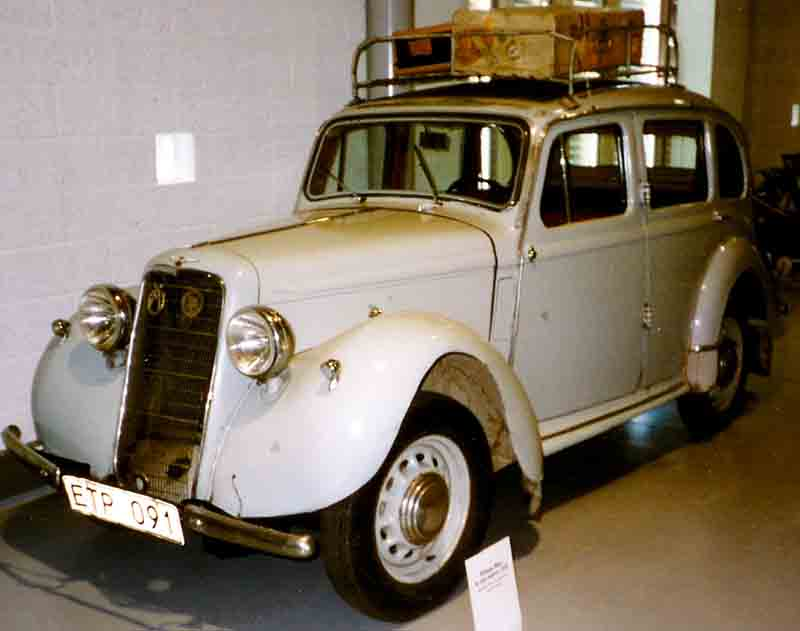
Una Hillman Minx De Luxe quattro porte berlina del 1936

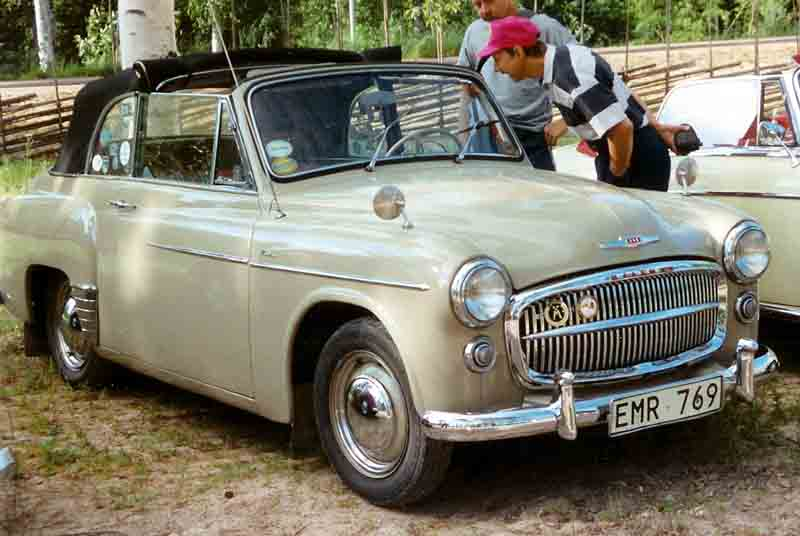
Una Hillman Minx Mark VIII cabriolet del 1955

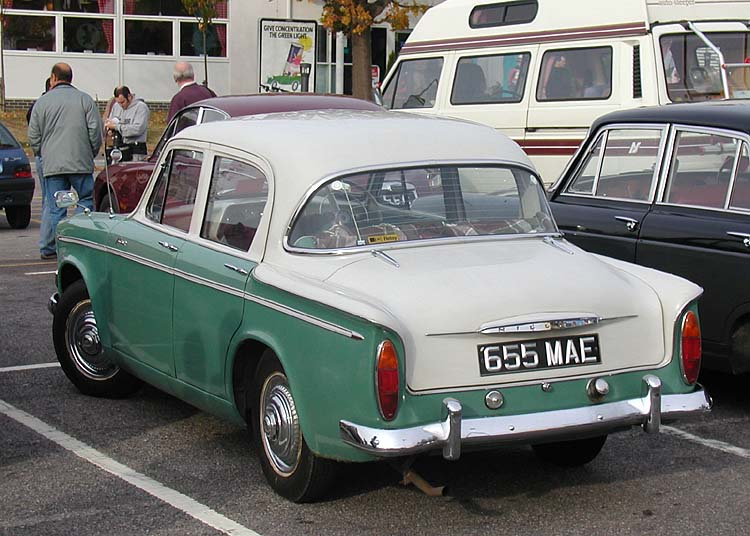
Una Hillman Minx del 1961

La Hillman è stata una casa automobilistica britannica fondata nel 1907. In un primo tempo la compagnia produceva biciclette e fu fondata da William Hillman a Ryton-on-Dunsmore, vicino a Coventry, in Inghilterra. Sebbene acquistata nel 1929 dalla Humber, e successivamente dal Rootes nel 1931, la denominazione Hillman fu utilizzata come marchio principale da quest'ultima fino al 1967, quando la Chrysler a sua volta rilevò l'intero gruppo Rootes. Il marchio continuò ad essere usato fino al 1976.

## Storia

### Le origini
L'originale Hillman-Coatalen fu fondata da William Hillman e da Louis Coatalen nel 1907, dove quest'ultimo ricopriva il ruolo di designer e di direttore dell'ingegneria. Nel 1909 Coatalen lasciò la compagnia per iniziare la collaborazione con la Sunbeam, e la compagnia fu ridenominata “Hillman Motor Car Company” nel 1910.
Il primo modello, la 40 HP, aveva installato due tipi di motori; uno da 9,76 L di cilindrata a sei cilindri in linea, e l'altro da 6,4 L a quattro cilindri in linea. Una serie più piccola, la 9 HP del 1913, fu la prima ad essere venduta in numero di esemplari consistente. Aveva un motore di 1357 cm³ di cilindrata, valvole laterali e quattro cilindri; fu reintrodotta dopo la prima guerra mondiale con la denominazione 11 HP, e la cilindrata fu portata a 1600 cm³. Il record di vendite se l'aggiudicò però la 14 HP, introdotta nel 1925, ed era l'unica serie in produzione fino al 1928. Seguendo poi un'usanza del tempo, nello stesso anno la Hillman introdusse un otto cilindri in linea da 2,6 litri con valvole in testa, che però divenne però famoso per i suoi problemi di affidabilità.

### Dalla Humber all'era Rootes
Nel 1929 la Hillman fu acquistata dalla Humber, ed entrambe le aziende furono acquisite a loro volta dalla Rootes nel 1931. Di quest'ultima divennero marchi dominanti del gruppo la Hillman, la Humber, la Sunbeam e la Singer.
Negli anni trenta si vide il ritorno delle valvole laterali con un motore da 2,1 L di cilindrata a sei cilindri in linea. Più tardi la cilindrata fu portata a 2,6 L.
I modelli di questo periodo furono la Wizard dal 1931 e la Minx l'anno successivo. Quest'ultima aveva installato un motore a quattro cilindri da 1185 cm³, subendo modifiche periodiche fino alla fine della seconda guerra mondiale, sia nel corpo vettura che nelle fasi di costruzione. Nel 1934 la Wizard fu sostituita dalla 20/70, che fu in produzione fino ad essere rimpiazzata dalla Hawk con i suoi 2576 cm³ (più tardi 3181 cc) a valvole laterali e a sei cilindri in linea. Questo modello fu più tardi rivisto e venduto come Humber Hawk.
Dopo la seconda guerra mondiale la Minx fu reintrodotta con lo stesso motore da 1185 cm³. Fu anche lanciata la versione lussuosa di questo modello, chiamata “Gay” con lo slogan "Go gay, go Hillman" (“Vai Gay, vai Hillman”).
Un modello più piccolo lanciato nel 1954, la Husky, aveva la parte posteriore tipo giardinetta e la vecchia versione del motore a valvole laterali. La base meccanica di questa vettura fu il punto di partenza per la progettazione della Sunbeam Alpine, la cui Casa automobilistica faceva parte anch'essa del gruppo Rootes.
Un punto di svolta per la Hillman fu la Imp, lanciata nel 1963 con un motore in lega di marca Coventry Climax. Aveva una cilindrata di 875 cm³, era montato in posizione posteriore e il modello fu fabbricato a Linwood, in Scozia. L'ubicazione fu scelta sotto influenza governativa, per dare lavoro ad un'area depressa. Una versione fastback, la Californian, ed un'altra variante station wagon riutilizzarono il nome Husky.
Una nuova vettura, chiamata Hunter, fu introdotta nel 1966. Una versione di quest'ultima, con motore più piccolo, fu lanciata nel 1967 ed usava la denominazione Minx. Queste erano frequentemente indicate con il nome Arrow, ma questo nome non venne mai utilizzato ufficialmente per la commercializzazione della vettura.

### La Chrysler

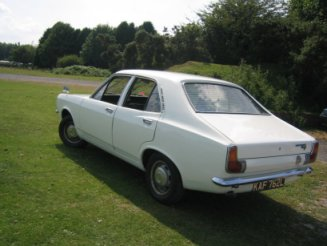
Hillman Avenger berlina del 1972

La Chrysler assunse il controllo completo della Rootes nel 1967, ed una nuova Hillman fu lanciata sul mercato nel 1970, la Avenger.

### La Peugeot
La Avenger e la Hunter furono ricommercializzate con il marchio Chrysler dal 1976 fino 1979, quando quest'ultima vendette la sua divisione europea alla Peugeot. A questo punto la produzione della Hunter fu interrotta, e la Avenger commercializzata con il marchio Talbot, fino al definitivo ritiro dalle vendite alla fine del 1981.
Il sito produttivo di Ryton-on-Dunsmore chiuse nel gennaio del 2007, dopo aver assemblato vari modelli Peugeot per il mercato europeo.
Il gruppo Stellantis detiene tuttora i diritti sul marchio Hillman.

## Modelli

### Prima del 1945
| Modello             | Anni di produzione   |
| ------------------- | -------------------- |
| Hillman 40 hp       | 1907–1911            |
| Hillman 25 hp       | 1909–1913            |
| Hillman 12/15 hp    | 1909–1911, 1912–1913 |
| Hillman 9 hp        | 1913–1915            |
| Hillman 10 hp       | 1913                 |
| Hillman 13/25 hp    | 1914                 |
| Hillman 11 hp       | 1915–1916, 1919–1926 |
| Hillman Speed Model | 1920                 |
| Hillman Sporting    | 1921                 |
| Hillman 14 hp       | 1926–1928, 1938–1940 |
| Hillman Vortic      | 1928–1932            |
| Hillman Wizard      | 1932–1933            |
| Hillman Minx        | 1932–1934, 1935–1939 |
| Hillman 20/70 hp    | 1934–1935            |
| Hillman 16 hp       | 1935                 |
| Hillman Hawk        | 1936–1937            |
| Hillman 80 hp       | 1936                 |

### Dopo il 1945
| Modello                        | Anni di produzione   |
| ------------------------------ | -------------------- |
| Hillman Minx Mark I-VIIIa      | 1945–1956            |
| Hillman Minx Series I-VI       | 1956–1967            |
| Hillman Super Minx Series I-IV | 1961–1966            |
| Hillman Husky Series I-III     | 1958–1965, 1967–1970 |
| Hillman Imp                    | 1963–1976            |
| Hillman Californian            | 1967–1970            |
| Hillman New Minx               | 1967–1970            |
| Hillman Hunter                 | 1966–1977            |
| Hillman Gazelle                | 1966–1967            |
| Hillman Avenger                | 1970–1976            |

La Hunter e la Avenger sono state commercializzate con il marchio Hillman fino al 1976.